# Ковров I
Ковров-I — железнодорожная станция Горьковской железной дороги, главный вокзал города Коврова Владимирской области. Открыта в 1862 году вместе с открытием главного хода Горьковской ЖД Москва — Нижний Новгород.
Вокзал станции вместимостью 900 пассажиров был построен в 2003 году на месте снесённого исторического вокзала 1864 года постройки. В нём также расположен автовокзал.
Рядом с вокзалом находится конечная остановка автобусов, троллейбусов и маршрутных такси.

## Грузовое движение
Ковров I является основным грузовым терминалом города, помимо транзитных рейсов осуществляется местное движение. Со станции отходят подъездные пути на многие предприятия города Коврова. Две другие станции (Ковров-2 и Ковров-Грузовой) расположены вдалеке от города и грузовое движение на них исчезающе мало.

## Пассажирское движение
На станции 3 низкие пассажирские платформы. К 1-й платформе прибывают поезда Московского и Ивановского направлений. Ко 2-й платформе поезда Нижегородского направления. К 3-й платформе прибывают и отправляются поезда Муромского направления (до/от станций Волосатая, Муром-I). К прибытию пригородных поездов выходит перронный контроль.
Беспересадочное пригородное сообщение со станциями Нижний Новгород-Московский, Владимир, Иваново, Муром I.
Также на станции останавливаются несколько поездов дальнего следования, преимущественно, формирования Горьковской железной дороги. Останавливаются высокоскоростные поезда «Стриж» (сообщением Москва — Нижний Новгород и Санкт-Петербург — Самара) и «Ласточка» (Москва — Нижний Новгород).
По состоянию на январь 2021 года вокзал отправляет и принимает следующие пассажирские поезда:
| № поезда           | Маршрут движения                   | № поезда           | Маршрут движения                   |
| ------------------ | ---------------------------------- | ------------------ | ---------------------------------- |
| 11 «Ямал»          | Новый Уренгой — Москва             | 12 «Ямал»          | Москва — Новый Уренгой             |
| 31 «Вятка»         | Киров — Москва                     | 32 «Вятка»         | Москва — Киров                     |
| 35 «Нижегородец»   | Нижний Новгород — Москва           | 36 «Нижегородец»   | Москва — Нижний Новгород           |
| 37 «Томич»         | Томск — Москва                     | 38 «Томич»         | Москва — Томск                     |
| 41                 | Нижний Новгород — Великий Новгород | 42                 | Великий Новгород — Нижний Новгород |
| 55 «Енисей»        | Красноярск — Москва                | 56 «Енисей»        | Москва — Красноярск                |
| 59 «Волга»         | Нижний Новгород — Санкт-Петербург  | 60 «Волга»         | Санкт-Петербург — Нижний Новгород  |
| 63                 | Новосибирск — Минск                | 64                 | Минск — Новосибирск                |
| 83 «Северный Урал» | Приобье — Москва                   | 84 «Северный Урал» | Москва — Приобье                   |
| 87                 | Нижний Новгород — Адлер            | 88                 | Адлер — Нижний Новгород            |
| 91                 | Северобайкальск — Москва           | 92                 | Москва — Северобайкальск           |
| 99                 | Нижний Новгород — Кисловодск       | 100                | Кисловодск — Нижний Новгород       |
| 103                | Новосибирск — Брест                | 104                | Брест — Новосибирск                |
| 109                | Новый Уренгой — Москва             | 110                | Москва — Новый Уренгой             |
| 131                | Ижевск — Санкт-Петербург           | 132                | Санкт-Петербург — Ижевск           |
| 145                | Челябинск — Санкт-Петербург        | 146                | Санкт-Петербург — Челябинск        |
| 337                | Самара — Санкт-Петербург           | 338                | Санкт-Петербург — Самара           |
| 347                | Уфа — Санкт-Петербург              | 348                | Санкт-Петербург — Уфа              |
| 703 «Стриж»        | Нижний Новгород — Москва           | 704 «Стриж»        | Москва — Нижний Новгород           |
| 705 «Стриж»        | Нижний Новгород — Москва           | 706 «Стриж»        | Москва — Нижний Новгород           |
| 707 «Стриж»        | -                                  | 708 «Стриж»        | Москва — Нижний Новгород           |
| 709 «Стриж»        | Нижний Новгород — Москва           | 710 «Стриж»        | -                                  |
| 727 «Ласточка»     | Нижний Новгород — Москва           | 728 «Ласточка»     | Москва — Нижний Новгород           |
| 729 «Ласточка»     | Нижний Новгород — Москва           | 730 «Ласточка»     | Москва — Нижний Новгород           |
| 731 «Ласточка»     | Нижний Новгород — Москва           | 732 «Ласточка»     | Москва — Нижний Новгород           |
| 733 «Ласточка»     | Нижний Новгород — Москва           | 734 «Ласточка»     | Москва — Нижний Новгород           |
| 835 «Ласточка»     | Ковров — Москва                    | 736 «Ласточка»     | Москва — Ковров                    |